# Autonomer Kreis (China)
Autonome Kreise (chinesisch 自治縣 / 自治县, Pinyin zìzhìxiàn) sind administrative Gliederungen der Volksrepublik China auf Kreisebene. Im Jahr 2021 gab es 117 Autonome Kreise. Hinzu kamen drei Autonome Banner. Die Zahl dieser 120 autonomen Verwaltungseinheiten ist relativ stabil. Einerseits wird die Zahl kaum steigen, da inzwischen alle Kreise, die nach der Verfassung der Volksrepublik China ein Recht auf ethnische Autonomie haben, dieses auch realisieren konnten, andererseits wird die Zahl auch kaum schrumpfen, da eine Umwandlung in kreisfreie Städte oder in Stadtbezirke (wie sie bei Kreisen häufig ist) zum Verlust der Autonomierechte führen würde. Autonome Kreise unterstehen in der Regel der übergeordneten Bezirksebene. In der regierungsunmittelbaren Stadt Chongqing und in der Provinz Hainan unterstehen sie hingegen direkt der Provinzebene, die hier darauf verzichtet hat, eine Bezirksebene überhaupt zu installieren bzw. die Bezirksebene auf Kreise auszudehnen (Hainan).
Hauptorte und damit Sitz der Kreisregierung sind in der Regel Großgemeinden (in seltenen Fällen Gemeinden), die häufig bereits stark urbanen Charakter haben.

## Liste aller Autonomen Kreise und Autonomen Banner Chinas
Siehe: Autonome Verwaltungseinheiten Chinas

## Ethnische Stadtbezirke
Siehe: Stadtbezirk (China)